# City Point & Drehscheibe Bochum
In het centrum van Bochum bevinden zich de twee winkelcentra, de Drehscheibe en het City Point, die in de kelder en op de eerste verdieping met elkaar verbonden zijn.   

## Ligging

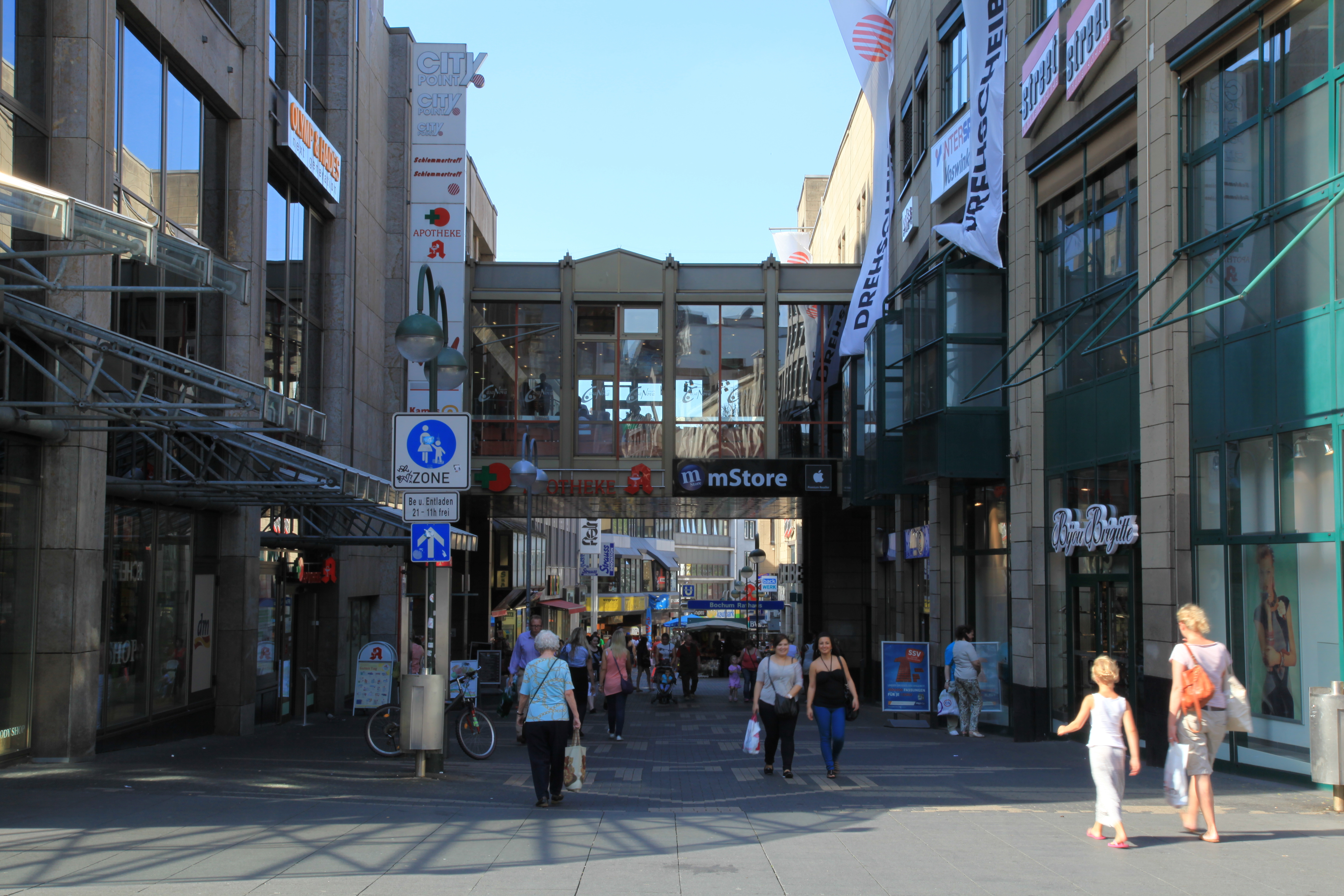
Overgang over de Kortumstrasse

De twee tegenoverliggende centra bevinden zich in de hoofdwinkelstraat van Bochum, de Kortumstrasse, op de hoek met de Bongardstrasse. In de kelder, waar een van de twee overgangen van het ene gebouw naar het andere zich bevindt, is een directe toegang tot de metrohalte Rathaus Nord, waar metrolijn 35 komt. In de directe nabijheid van het centrum komen ook enkele tram- en buslijnen. Daarnaast is er een parkeergarage met 700 parkeerplaatsen.  

## Geschiedenis
Op de locatie waar sinds 1984 de Drehscheibe staat was tot begin jaren 80 het Hansa-Haus, een gebouw uit het van de 20e eeuw van de architect Otto Herold. Het was door zijn grootte een opmerkelijk gebouw met een art-nouveaugevel en was tot de Tweede Wereldoorlog als een tempel van vermaak.  Het was onder meer de thuisbasis van een variété, een bierhal, cafés en de eerste geluidsfilmbioscoop van Bochum.  
Als een van de weinige gebouwen in het centrum van Bochum had het Hansa-Haus de oorlog goed doorstaan en kon worden hersteld. In 1981 werd het echter afgebroken op het winkelcentrum te bouwen. Enkele overblijfselen van het Hansa-Haus zijn te zien in de kelder van het centrum - net als een buste van Carl Arnold Kortum van de beeldhouwer Heinrich Schroeteler. Reliëfs en sculpturen die tijdens de sloop werden teruggevonden, werden hier gedeeltelijk hergebruikt in het muurontwerp.
Het warenhuis Wertheim, gebouwd in 1957, bevond zich in het tegenoverliggende gebouw. Van 1988 tot 1989 werd het omgebouwd tot City Point.

## Eigendom en beheer
In 2018 verkocht DeKa Immobilien het City Point aan Corestate Capital Advisors GmbH.
De Drehscheibe was tot eind 2016 eigendom van DB Immobilien Fonds II, waarvan 75 % van de aandelen gehouden worden Rreef Management GmbH, een dochteronderneming van de Deutsche Bank. De aandelen zijn verkocht aan een groep investeerders, waaronder de Asuco Gruppe en Kintyre (5,1 %). Het centrummanagement dat tot dan voor beide centra door ECE Projektmanagement GmbH wordt uitgevoerd wordt vanaf dan uitgevoerd door Kintyre. 

## Gebruik
De Drehscheibe werd geopend op 4 oktober 1984 en telt 30 winkels op drie verkoopniveaus met een totale verkoopvloeroppervlakte van 10.000 m². Op 2 maart 1989 werd het tegenoverliggende City Point geopend. In 1992 werd het centrum uitgebreid. Op een totale verkoopvloeroppervlakte van 8.100 m², verdeeld over vijf niveaus waren hier 30 winkels gevestigd. In 2018 was er 32 % leegstand in het City Point en werd de derde verdieping omgebouwd tot medisch centrum en kantoren. Deze werkzaamheden waren in 2019 afgerond. 
De centra bieden werk aan zo'n 1.000 werknemers en krijgt ca. 22.000 bezoekers per dag. Het verzorgingsgebied telt bijna 600.000 inwoners. 